# Royaume-Uni au Concours Eurovision de la chanson 2013
Le Royaume-Uni a participé au Concours Eurovision de la chanson 2013 à Malmö en Suède et a sélectionné sa chanson et son artiste via une sélection interne organisé par le diffuseur britannique BBC. Bonnie Tyler a représenté le Royaume-Uni avec la chanson Believe in Me et termine à la 19e place avec 23 points lors de la finale.

## À l'Eurovision
En tant que membre des "Big Five", le Royaume-Uni s'est automatiquement qualifié pour une place dans la finale, qui se tiendra le 18 mai 2013. Outre sa participation à la finale, le Royaume-Uni a été désigné pour voter dans la première demi-finale le 14 mai 2013. Dans la finale, Bonnie Tyler a terminé 19e sur 26 et a obtenu 23 points, ce qui est le troisième rang le plus élevé pour le Royaume-Uni, depuis 2006.
Durant la conférence de presse de la délégation britannique le 15 mai, le Royaume-Uni se voit attribuer (par tirage au sort) une place dans la seconde partie de la finale. Lors de celle-ci, les producteurs du concours décident que le Royaume-Uni passerai donc en quinzième position après la Roumanie et avant la Suède.

### Points attribués au Royaume-Uni
| 12 points | 10 points | 8 points   | 7 points  | 6 points           |
| --------- | --------- | ---------- | --------- | ------------------ |
|           |           |            | - Irlande |                    |
| 5 points  | 4 points  | 3 points   | 2 points  | 1 point            |
| - Malte   | - Espagne | - Roumanie | - Suisse  | - Slovénie - Suède |

### Points attribués par le Royaume-Uni
| 12 points | Danemark |
| 10 points | Russie   |
| 8 points  | Pays-Bas |
| 7 points  | Lituanie |
| 6 points  | Irlande  |
| 5 points  | Belgique |
| 4 points  | Estonie  |
| 3 points  | Chypre   |
| 2 points  | Ukraine  |
| 1 point   | Autriche |

| 12 points | Danemark |
| 10 points | Russie   |
| 8 points  | Grèce    |
| 7 points  | Malte    |
| 6 points  | Pays-Bas |
| 5 points  | Ukraine  |
| 4 points  | Roumanie |
| 3 points  | Belgique |
| 2 points  | Islande  |
| 1 point   | Irlande  |

### Points attribués par le jury du Royaume-Uni
| 12 points | Russie      |
| 10 points | Autriche    |
| 8 points  | Danemark    |
| 7 points  | Estonie     |
| 6 points  | Belgique    |
| 5 points  | Pays-Bas    |
| 4 points  | Moldavie    |
| 3 points  | Biélorussie |
| 2 points  | Ukraine     |
| 1 point   | Irlande     |

| 12 points | Russie      |
| 10 points | Belgique    |
| 8 points  | Danemark    |
| 7 points  | Estonie     |
| 6 points  | Ukraine     |
| 5 points  | Pays-Bas    |
| 4 points  | Géorgie     |
| 3 points  | Biélorussie |
| 2 points  | Azerbaïdjan |
| 1 point   | Islande     |